# Эскуинтла (Гватемала)
Эскуинтла (исп. Escuintla) — город и муниципалитет на юге центральной части Гватемалы, административный центр департамента Эскуинтла.
Расположен примерно в 45 км к юго-западу от города Гватемала, у подножья хребта Сьерра-Мадре-де-Чьяпас, на высоте 355 м над уровнем моря. Город лежит на пересечении автомобильных дорог CA-2 и CA-9. Эскуинтла является одним из крупнейших промышленных центров страны.
Население города по данным на 2002 год составляет 86 678 человек, население муниципалитета — 119 897 человек. Площадь муниципалитета — 332 км².
В Эскуинтле находится два национальных парка, Пакая и Сипакате-Наранхо.